# Championnats du monde de tir 1923
Navigation
Édition précédente Édition suivante
Les championnats du monde de tir 1923, vingt-et-unième édition des championnats du monde de tir, ont eu lieu à Camp Perry, aux États-Unis, en 1923.